# 芒托什
芒托什（法語：Mantoche，法語發音：[mɑ̃tɔʃ]）是法国上索恩省的一个市镇，属于沃苏勒区。

## 地理
芒托什（47°25'10"N, 5°31'51"E）面积16.58 平方千米，位于法国勃艮第-弗朗什-孔泰大區上索恩省，该省份为法国东部内陆省份，北起顺时针与孚日省、贝尔福地区省、杜省、汝拉省、科多尔省和上马恩省接壤。
与芒托什接壤的市镇（或旧市镇、城区）包括：阿普勒蒙、阿尔克莱格雷、欧特雷莱格雷、格雷城。
芒托什的时区为UTC+01:00、UTC+02:00（夏令时）。

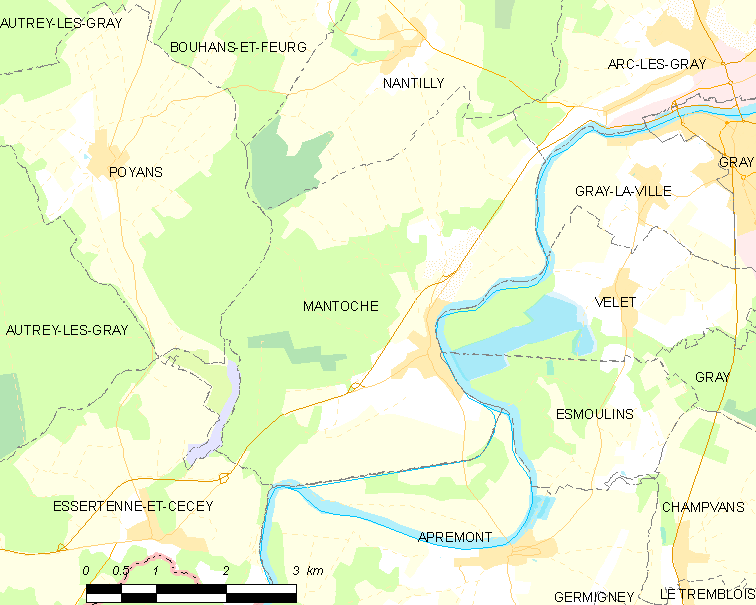
芒托什的OSM定位图

## 行政
芒托什的邮政编码为70100，INSEE市镇编码为70331。

## 政治
芒托什所属的省级选区为格雷县。

## 人口

1962-2008年间芒托什人口变化图示

芒托什于2022年1月1日时的人口数量为454人。